# Strage di Portella della Paglia

La strage di Portella della Paglia fu un eccidio commesso il 2 luglio 1949 in località Portella della Paglia, nel comune di Monreale in provincia di Palermo, da parte della banda criminale di Salvatore Giuliano che sparò contro una camionetta Fiat 1100 delle Guardie di Pubblica Sicurezza, provocando cinque morti e tre feriti.

## Storia
Verso le 20:10 del 2 luglio 1949, a bordo di una camionetta Fiat 1100 il Commissario dr. Mariano Lando, funzionario dell’Ispettorato e le Guardie Carmelo Gucciardo, autista, Carmelo Agnone, Carmelo Lentini, Michele Marinaro, Candeloro Catanese, Quinto Reda, e Giovanni Biundo, tutti in forza al Reparto Autonomo Guardie di P.S. presso l’ispettorato Generale di P.S. per la Sicilia e componenti del Nucleo Mobile di San Giuseppe Jato, partirono alla volta di Palermo per recarsi all’Ispettorato, ove era stata convocata un’urgente riunione di servizio.
Pochi chilometri dopo, intorno alle 20:30, quando il veicolo giunse in località Portella della Paglia del comune di Monreale, un gruppo di una decina di fuorilegge aprì il fuoco con raffiche di mitra, lanciando anche alcune bombe a mano; le prime raffiche falciarono Agnone, Lentini e Reda, che morirono all’istante. Gli altri si precipitarono fuori dal mezzo e, facendosene scudo, risposero al fuoco con le armi automatiche. La sparatoria si protrasse per circa mezz’ora; i malviventi cercarono di accerchiare il veicolo per trucidare i poliziotti, che si difesero strenuamente, riuscendo a metterli in fuga e a chiamare i soccorsi, che furono prestati grazie al transito di un camion privato che si trovò a passare da lì poco dopo le 21.00; su di esso furono caricati i quattro feriti (Gucciardo e Biundo in modo serio, ma non mortale, mentre Marinaro e Catanese erano in evidente pericolo di vita) e condotti all’ospedale militare di Palermo intorno le 22.30. Marinaro cessò di vivere poco dopo, mentre Catanese si spense il 4 luglio, dopo due giorni di agonia.
Sul posto della sparatoria il giorno dopo confluirono diverse autoblindo della P.S. e dei Carabinieri e, durante il sopralluogo, furono rinvenute centinaia di bossoli e bombe a mano inesplose, che avrebbero potuto uccidere tutti i componenti della squadra.
Le indagini non accertarono se il gruppo dei banditi si fosse appostato lì diverse ore prima ovvero si trovasse in quel luogo per pura coincidenza, certo si fece strada il sospetto che essi sapessero della convocazione a Palermo ed avessero pianificato l’agguato con cura. Il grave sospetto che la banda potesse contare su strumenti di intercettazione telefonica o su delatori o, peggio, traditori spinse il Ministro Scelba a disporre una commissione d’inchiesta, che però non apportò alcun risultato.

## Le vittime
- Guardia scelta Carmelo Agnone (Scordia, 5 febbraio 1921 - Monreale, 2 luglio 1949), 28 anni;[2]
- Guardia Candeloro Catanese (Villafranca Tirrena, 11 agosto 1920 - Palermo, 4 luglio 1949), 29 anni;[3]
- Guardia Carmelo Lentini (Agrigento, 16 gennaio 1926 - Monreale, 2 luglio 1949), 23 anni;[4]
- Guardia Michele Marinaro (Cerignola, 24 gennaio 1923 - Monreale, 2 luglio 1949), 26 anni;[5]
- Guardia Quinto Reda (Rogliano, 18 febbraio 1922 - Monreale, 2 luglio 1949), 27 anni;[6]

## Conseguenze
Il 2 luglio 2023, 74 anni dopo l'evento, è stata scoperta una targa sul luogo dell'evento, a ricordo dei cinque agenti uccisi.